# لويس بيردو
لويس بيردو (بالإنجليزية: Lewis Perdue)‏ (1 مايو 1949، غرينوود في الولايات المتحدة)؛ كاتِب ومؤلِّف وروائي أمريكي.

## روابط خارجية
- لويس بيردو على موقع IMDb (الإنجليزية)